# Pamirski jezici
Pamirski jezici, jedan od dva ogranka jugoistočnih iranskih jezika iz Pakistana, Afganistana, Tadžikistana i Kine. Obuhvaća ukupno (7, odnosno 8 jezika) jezika, to su:
- munji [mnj] (Afganistan), 3.770 (2000)
- Sanglechi-Ishkashimi [sgl] (Afganistan), ukupno 1.500. Podijeljen je na dva jezika ishkashimi [isk] i sanglechi [sgy]
- wakhi [wbl] (Pakistan), ukupno 31.670.
- yidgha [ydg] (Pakistan), 6.150 (2000).

Podskupina Shugni-Yazgulami (3): sarikoli [srh] (Kina), 16.000 (2000 G. Erqing); shughni [sgh] (Tadžikistan), ukupno 60,000; yazgulyam [yah] (Tadžikistan), 4.000 (1994 UBS).

## Vanjske poveznice
- Ethnologue (14th)
- Ethnologue (15th)